# Wie man unsterblich wird – Jede Minute zählt
Wie man unsterblich wird – Jede Minute zählt (Originaltitel: Ways to Live Forever) ist ein im Jahre 2008 erschienener Jugendroman von Sally Nicholls. Die deutsche Übersetzung wurde von Birgitt Kollmann besorgt.
Sally Nicholls verfasste ihren Debütroman Wie man unsterblich wird mit 23 Jahren in einem Schreibseminar und wurde dafür in ihrer Heimat bereits vielfach ausgezeichnet. Unter anderem 2008 mit dem Waterstone’s Children’s Book Prize, 2008 erhielt sie den Glen Dimplex New Writers Award (irisch) und 2009 den Concorde Children’s Book Award in Bristol. 2009 war das Buch in der engeren Wahl für den Manchester Book Award.
Mittlerweile wurde der Roman in 19 Sprachen übersetzt. Im Jahre 2009 war er für den Deutschen Jugendbuchpreis nominiert. 2008 wurde er mit dem Luchs des Jahres 2008 von der Zeit und Radio Bremen prämiert.

## Inhalt
Der elfjährige Sam Oliver McQueen leidet an Leukämie und weiß um die ernste Lage seines aktuellen Krankheitszustandes. Doch er ist alles andere als verzweifelt und depressiv. Er beschließt seine Zeit bestmöglich zu nutzen. Er sucht Antworten auf Fragen, mit denen sich Erwachsene nur ungern befassen und denen sie ausweichen, wenn sie zur Sprache kommen: Wieso Gott Kinder krank werden lässt? Wohin man kommt, wenn man gestorben ist. Ob die Welt noch da sein wird, wenn es ihn nicht mehr gibt. Alle Antworten, die Sam bei seinen abenteuerlichen Nachforschungen über sich, das Leben und die Welt findet, hält er in einem Buch fest, das er zu schreiben begonnen hat. Er hat auch eine Liste mit Wünschen erstellt, die er noch verwirklichen will: ein Mädchen küssen, ein berühmter Forscher werden, einen Horrorfilm anschauen, eine Rolltreppe in die entgegengesetzte Richtung hinauf- oder hinunterrennen, die Welt aus dem Weltall betrachten, einen Weltrekord aufstellen oder zum Beispiel in einem Luftschiff fahren.
Bei der Umsetzung seiner Wünsche hilft ihm sein bester Freund Felix Stranger, der dreizehn und ebenfalls krebskrank ist und den er bei einem seiner zahlreichen Krankenhausaufenthalten kennengelernt hat. Erlebnisse mit seiner Familie, der Lehrerin Mrs. Willis und der Krankenpflegerin Annie begleiten seinen Alltag. In der Mitte des Buches stirbt Felix und Sam trauert um seinen besten Freund. Sein Vater erfüllt ihm seinen Wunsch, in einem Luftschiff zu fahren, indem er Kontakt zu den Produzenten einer Waschmittelwerbung aufnimmt. Da die Chemotherapie nicht mehr anschlägt, wird sie auf Sams eigenen Wunsch hin abgebrochen. Den letzten Wunsch auf seiner Liste, die Welt aus dem Weltall zu betrachten, erfüllt sich Sam, indem er nachts während eines Stromausfalls auf den Apfelbaum im Garten seines Hauses klettert und in die Sterne schaut. Er stirbt schließlich friedlich im Schlaf im Kreise seiner Familie.

## Ausgaben
Der Originalroman Ways to Live Forever wurde am 7. Januar 2008 von Marion Lloyd Books in Großbritannien auf den Markt gebracht. Am 1. September 2008 erschien beim selben Verlag eine neue Ausgabe mit alternativem Cover (mass market edition). Im Februar 2009 erschien bei Pearson Longman eine gebundene Ausgabe (Educational Ed edition). Im September 2008 kam die amerikanische Ausgabe (American) bei Arthur A. Levine Books in gebundener Form auf den Markt.
Die deutsche Übersetzung erschien broschiert am 30. Juli 2008 bei Hanser Belletristik. Eine Taschenbuchausgabe erschien am 1. Mai 2010 beim Deutschen Taschenbuch Verlag.

## Hörspiel
Das Buch wurde für den deutschen Markt auch als Hörspiel umgesetzt. Es wurde vom WDR unter Monika Frederking (Dramaturgie und Redaktion) produziert und erschien am 1. April 2009. Das Hörspiel war ein großer Erfolg. Ausgezeichnet wurde es unter anderem mit dem 1. Platz auf der hr2-Hörbuchbestenliste, dem Kinder- und Jugendhörspielpreis des MDR-Rundfunkrates, dem Titel CD des Monats beim Institut für angewandte Kindermedienforschung/Stiftung Zuhören, das Hörbuch steht auch auf der Bestenliste des Preises der deutschen Schallplattenkritik, es folgten das Auditorix Hörbuch-Siegel 2009 und der Deutsche Hörbuchpreis 2010 und zahlreiche weitere. Die Jury des Deutschen Hörbuchpreises begründete ihre Entscheidung wie folgt:

„Aus einem besonderen Buch ist ein herausragendes Hörspiel entstanden: Eindrucksvolle Sprecher und eine behutsame, kluge Regie schaffen ein ernsthaftes, unpathetisches Kunst-Stück, das Leichtigkeit verströmt und seine Hörer zugleich traurig macht und dennoch hoffnungsvoll stimmt.“

Auch von der Institut für angewandte Kindermedienforschung (Ifak) erhielt das Hörspiel eine sehr gute Kritik:

„Bei diesem vom WDR produzierten Hörspiel handelt es sich um eine kongeniale Umsetzung des Buches. Die Mischung an Text und Musik ist gelungen. Auch die Sprecherinnen und Sprecher treffen immer den richtigen Ton, so dass die Zuhörenden in die Geschichte hineingezogen werden und sich der emotionalen Wucht des Themas nicht entziehen können. Dabei ist die Inszenierung an keiner Stelle pathetisch oder überinszeniert. Es handelt sich hier – auch von der Produktion her – um ein gelungenes Hörspiel, von deren Sorte es leider nur wenige auf dem Kinderhörmedienmarkt gibt. Die Kombination von intensiver Geschichte und liebevoller Umsetzung schafft ein emotionales Hörerlebnis, das nicht nur Kinder, sondern auch Erwachsene fesselt und bei aller Traurigkeit des Themas Lebensfreude vermittelt.“

## Verfilmung
Die spanische Produktionsfirma El Capitán Pictures verfilmte den Roman unter der Regie von Gustavo Ron, mit britischen Schauspielern. Die Rolle des kranken Sam spielt Robbie Kay. Auf der Berlinale 2010 wurden erste Ausschnitte aus dem Film gezeigt, die offizielle Premiere fand auf dem Filmfestival in Cannes 2010 statt.
Der deutsche Titel der Verfilmung heißt Ways to Live Forever – Die Seele stirbt nie.
Die deutschsprachige Synchronisation dazu erfolgte durch City of Voices.